# Perú Dos
Las Perú Dos (del inglés Peru Two) son dos mujeres británicas, Michaella McCollum Connolly de Dungannon, Irlanda del Norte, y Melissa Reid de Glasgow, Escocia, quienes fueron detenidas el 6 de agosto de 2013 por narcotráfico en el Aeropuerto Internacional Jorge Chávez en Lima, Perú, cuando las dos tenían 20 años, después de hallar 11 kg de cocaína en sus maletas. En el principio afirmaron que una pandilla armada las hubo forzado a llevar la droga pero luego admitieron su culpabilidad. El 17 de diciembre de 2013 se las sentenciaron a una condena de seis años y ocho meses de reclusión en la cárcel.
McCollum fue puesta en libertad bajo palabra el 31 de marzo de 2016. Tiene que quedarse en Perú hasta que se termine la sentencia original. Reid se quedó en la cárcel pero con la esperanza que la trasladan a una cárcel en Escocia para cumplir el resto de su sentencia.
Las dos han recibido mucha cobertura en la prensa en Perú, el Reino Unido, Irlanda y por todos lados del mundo desde su detención. Se las capacitaron para trabajar en salas de belleza.
Las dos aparecieron en un documentario de Channel 4 el 10 de octubre de 2015 en un programa que se llamó Brits Behind Bars: Cocaine Smugglers que detalló el entrenamiento que recibieron como burriers.